# Юханссон, Енни
Енни Юханссон (швед. Jennie Johansson; род. 15 июня 1988, Хедемора, Коппарберг) — шведская пловчиха, чемпионка мира 2015 года в заплыве на 50 метров брассом. Многократная призёрка чемпионатов Европы. Представляла Швецию в плавании на летних Олимпийских играх 2012 года. Специализируется в плавании брассом на дистанциях 50 и 100 метров.
Первого успеха добилась в 2006 году, став чемпионкой Швеции среди юниоров. В 2009 году выиграла бронзовую награду на взрослом чемпионате Европы на короткой воде. После этого многократно поднималась на подиум чемпионатов Европы, однако золотую награду так и не завоевывала.
В 2012 году в составе сборной Швеции приняла участие в Олимпийских играх в Лондоне, приняв участие в заплывах на 100 метров брассом и в заплыве комбинированной эстафеты 4×100 метров, в обеих дисциплинах заняла итоговые 10-е места.
В 2015 году на чемпионате мира в Казани выиграла звание чемпионки мира в заплыве на 50 метров брассом, повторив свой собственный личный рекорд 30,05. Также стала серебряным призёром чемпионата в заплыве комбинированной эстафеты 4×100 метров, в котором сборная Швеции уступила менее секунды команде Китая.

## Личные рекорды
- 50 метров брасс: 30,05 — 16 октября 2011 года, Стокгольм
- 100 метров брасс: 1.05,19 — 13 декабря 2009 года, Стамбул